# Людина, яка сміється (фільм, 1928)
«Людина, яка сміється» (англ. The Man Who Laughs) — американський драматичний німий фільм з елементами жаху режисера Пауля Лені, з синхронними звуковими ефектами, знятий у 1928 році. Екранізація однойменного роману Віктора Гюго.

## Синопсис
Ще в дитинстві Ґуїнплена спотворили за наказом короля. Йому порізали обличчя, через що у шрамах назавжди застигла жахлива посмішка. Тому складалося враження, що він завжди сміється. Ґуїнплен — добрий і щирий чоловік, у якого дуже вразливе серце. Він закохується у сліпу дівчину на ім'я Дея. Коли король вмирає, Гуїнплена починає третирувати королівський блазень.

## У ролях
| Актор                | Роль                                    |
| -------------------- | --------------------------------------- |
| Мері Філбін          | Дея                                     |
| Конрад Фейдт         | Ґуїнплен                                |
| Брендон Герст        | Баркілфедро                             |
| Ольга Бакланова      | герцогиня Йосіана                       |
| Чезаре Ґравіна       | Урсус                                   |
| Стюарт Голмс         | лорд Дірі-Муар                          |
| Сем Де Ґрасс         | король Яків II Стюарт                   |
| Джозефіна Кровелл    | королева Анна Стюарт                    |
| Джордж Сіґман        | лікар Гардканон                         |
| Джуліус Мольнар мол. | Ґуїнплен у дитинстві                    |
| Керрі Домері         | дама (немає у титрах)                   |
| Едґар Нортон         | Лорд Верховний Канцлер (немає у титрах) |
| Френк Пулья          | клоун (немає у титрах)                  |
| Чарльз Брінлі        | епізодична роль (немає у титрах)        |
| Торбен Меєр          | шпигун (немає у титрах)                 |

## Виробництво
Однією з причин, чому студія вирішила зняти фільм, є те, що романи Віктора Гюго були безкоштовними за межами Франції.

#### Місце зйомок
Студія Universal — 100 Universal City Plaza, Universal City, Каліфорнія, США

#### Дати зйомок
- Жовтень 1927 — січень 1928[1]

Гротескна посмішка Ґуїнплена була досягнута протезом. Конраду Фейдту було встановлено набір протезів, які мали металеві гачки, щоб відтягнути куточки рота. Він не міг говорити в них. Єдина сцена, в якій він не носив протез, — це сцена, коли його розбещує герцогиня Йосіана.
Лон Чейні мав контракт з Universal Studios, тому йому запропонували головну роль у фільмі «Людина, яка сміється». Студія прагнула зробити ще одну картину з Чейні після успіху «Горбань із Нотр-Дама» (1923). Спочатку вони хотіли зняти «Привид опери» (1925), але відхилили сценарій. Замість цього Чейні запропонували головну роль у фільмі «Людина, яка сміється», і його контракт був змінений, щоб відобразити це. Однак виробництво не розпочалося, оскільки Universal не придбав права на роман Віктора Гюго від французької студії, яка їх тримала. Згодом Universal звільнив Чейні від його зобов'язань знятися в «Людині, яка сміється», що дозволило йому вибрати наступний проект, який став «Привид опери».
Фільм перевидано у версії з музикою та звуковими ефектами.
Якщо авторські права ще не втратили чинність, цей фільм та всі інші фільми, створені в 1928 році, потрапляють у суспільне надбання США у 2024 році.

## Критика
Світова прем'єра фільму відбулася в Центральному театрі в Нью-Йорку 27 квітня 1928 р. (New York Sun, 27 квітня 1928 р.)
Цей фільм має 100 % рейтинг на Rotten Tomatoes на основі 20 відгуків. При цьому стрічка не проходить тест Бекдел.
Входить до списку «Великі фільми» Роджера Еберта. Є одним із найулюбленіших фільмів Гільєрмо дель Торо. Письменник Рей Бредбері пам'ятає, як бачив цей фільм у дитинстві, і що кінцівка розчулила його. Через достатню кількість років він мав можливість побачити фільм знову. Бредбері сказав, що «це все ще працює», і закінчення знову змусило його плакати.
Застигла посмішка Ґуїнплена і тривожна клоунська зовнішність стали ключовим натхненням для письменника коміксів Білла Фінгера та художників Боба Кейна та Джеррі Робінсона у створенні найбільшого негідника коміксів — Джокера. Існує також альтернативна версія Бетмена під назвою «Бетмен, який сміється» (The Batman Who Laughs).

## Контекст
- «Comprachicos», іспанський термін, що означає «покупці дітей», був придуманий Віктором Гюго для роману. За словами Гюго, вони могли змінювати зовнішній вигляд людини за допомогою різних методів, таких як фізичні обмеження, розрізання очей, вивих суглобів та вади розвитку кісток.
- Процес вирізання обличчя жертви на вигляд широко усміхненого став відомим як «усмішка Глазго» або «посмішка Челсі» після того, як в цих двох британських містах організовані злочинні організації використовували таке каліцтво як тактику терору.[1]